# Hotel Post Sargans
Das Hotel Post Sargans ist ein Hotel in Sargans im Schweizer Kanton St. Gallen.
Das Hotel wechselte im Lauf seiner Geschichte mehrmals den Namen: von „Schwefelbad“ und „Gast- und Badhaus zum Rössli“ über „Gasthaus zum Rössli“ Anfang des 19. Jahrhunderts, „Gasthaus zum Schwefelbad“ ab 1843. Seit Ende des 19. Jahrhunderts bis zur Gegenwart heisst es „Hotel Post“.

## Geschichte
Die Schwefelquellen bei Sargans wurden bereits Anfang des 19. Jahrhunderts von Gästen des nahegelegenen Wirtshauses „Schwefelbad“ für medizinische Bäder genutzt.
Das genaue Erbauungsdatum des Vorgängerbaus des heutigen Gasthauses ist unbekannt. Fridolin Peter renovierte um 1840 die Badwirtschaft. Die Badquelle galt nach Aussagen von Johann Gottfried Ebel als eine der „vorzüglichsten“ Schwefelquellen der Schweiz. Diese wurde aber schon 100 Jahr zuvor mit viel Erfolg als Heilquelle genutzt.

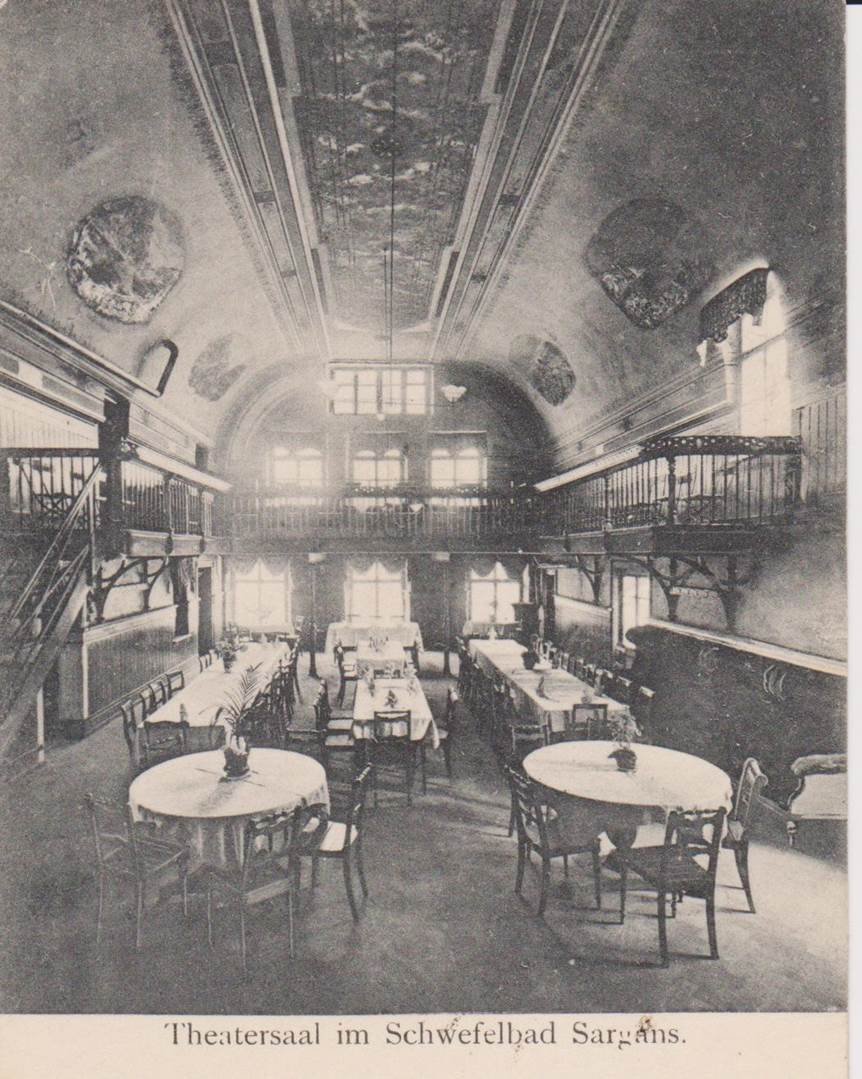
Theatersaal im Schwefelbad, ca. 1849

Einige Reparaturen fanden 1843 statt. A. Zindel-Kressig als Besitzer der Schwefelquelle beim Kaufhaus Anrig wurde in diesem Jahr Besitzer.
Im Jahre 1888 erfolgte der erste Anbau des Gasthauses. 1897 kam eine Kegelbahn hinzu sowie kurz darauf eine „Tonhalle“ mit grossem Theatersaal. Die Besitzer entschieden sich damals, das Hotel erneut umzubenennen in „Hotel Post“, so wie es heute noch genannt wird. Der Name wurde ausgewählt, auf Grund der Post, die damals im Mitteltrakt hineingebaut wurde. Im Stockwerk darüber wurden Wohnungen gebaut.
Während des Zweiten Weltkrieges übernachtete General Guisan regelmässig im Hotel Post. Er war in dieser Zeit für das Schweizer Réduit zuständig, darum musste er Sargans oft besuchen.
1968 übernahm die Familie Kunz das Hotel Post. Unter der Leitung von Ernst Grob wurden 1979 mehrere Umgestaltungen der Räumlichkeiten durchgeführt. Die oberen Etagen mussten dabei von Stahlstützen getragen werden, die WC-Anlagen wurden ins Hinterhaus verlegt. Die inoffizielle Neueröffnung des Restaurants fand am 23. Dezember 1979 statt, offiziell war die Eröffnung am 1. Februar 1980.
Im Jahr 1986 folgte der nächste Umbau: In nur vier Wochen entstand der Saal, der für bis zu 200 Personen geplant wurde, dazu kam ein weiterer Saal für bis zu 50 Personen. 1990 wurde das Hotel an Edith und Peter Kunz übergeben. Ein Anbau mit 40 Zimmern im hinteren Bereich wurde im Jahre 1999 erstellt. Im Jahr 2015 entstand ein Seminarraum. Das Hotel Post wurde 2018 an die dritte Generation übergeben. Seither führen Rico Kunz und Patricia Baer das Haus.